# أندرو راسيل (سياسي)
أندرو راسيل (بالإنجليزية: Andrew Russell)‏ هو فلاح وسياسي نيوزلندي، ولد في 1812، وتوفي في 1900. انتخب عضو مجلس النواب نيوزيلندا.